# Provincia Kayseri
Provincia Kayseri este o provincie a Turciei cu o suprafață de 16.917 km², localizată în Anatolia.